# Episode
Episode (на български: Епизод) е петият студиен албум на финландската група Стратовариус. Това е първият албум с новия кийбордист Йенс Юхансон и барабанист Йорг Михаел. Албумът е записан в Finnvox Studios в периода октомври 1995–февруари 1996. Продуцент е Тимо Толки. Цялата музика е дело на Толки, с изключение на „Uncertainty“, която е от Котипелто.

## Участници
- Тимо Котипелто – вокали
- Тимо Толки – китара
- Яри Кайнулайнен – бас китара
- Йенс Юхансон – клавишни
- Йорг Михаел – ударни
- Ричард Йонсон – беквокал в песента „Episode“

|  | Тази страница частично или изцяло представлява превод на страницата Episode (album) в Уикипедия на английски. Оригиналният текст, както и този превод, са защитени от Лиценза „Криейтив Комънс – Признание – Споделяне на споделеното“, а за съдържание, създадено преди юни 2009 година – от Лиценза за свободна документация на ГНУ. Прегледайте историята на редакциите на оригиналната страница, както и на преводната страница, за да видите списъка на съавторите. ВАЖНО: Този шаблон се отнася единствено до авторските права върху съдържанието на статията. Добавянето му не отменя изискването да се посочват конкретни източници на твърденията, които да бъдат благонадеждни. |